# Oldboy. Zemsta jest cierpliwa
Oldboy. Zemsta jest cierpliwa (ang. Oldboy) – amerykański thriller z 2013 roku w reżyserii Spike’a Lee, będący remakiem południowokoreańskiego filmu Oldboy (2003) Parka Chan-wooka oraz powstały na podstawie japońskiej serii komiksów pod tym samym tytułem. W filmie występują Josh Brolin, Elizabeth Olsen i Sharlto Copley. Zdjęcia do filmu rozpoczęły się w październiku 2012 roku. Kręcono je w Nowym Orleanie.
Premiera filmu miała miejsce 27 listopada 2013 roku w Stanach Zjednoczonych. W Polsce premiera filmu odbyła się 6 grudnia 2013 roku.

## Fabuła
Joe Doucett (Josh Brolin) jest dyrektorem kreatywnym agencji reklamowej. Pewnej nocy, po pijackiej imprezie, zostaje porwany i trafia do przypominającego hotel więzienia. Spędza tam 20 lat, nieustannie upokarzany i torturowany psychicznie. Nie zna tożsamości swoich oprawców ani ich zamiarów. Nagle któregoś dnia Joe odzyskuje wolność. Owładnięty żądzą zemsty próbuje odkryć, kto stoi za jego cierpieniem. Sądzi, że uwięzienie miało być dla niego karą, ale nie wie, za jakie winy. Doucett nie podejrzewa też, że nadal jest pionkiem w skomplikowanej intrydze, a jego uwolnienie to kolejny etap okrutnego planu. Wkrótce będzie musiał się zmierzyć z tajemniczym wrogiem, Chaneyem (Samuel L. Jackson). W poszukiwaniu prawdy pomaga Joemu młoda pracownica opieki społecznej, Marie (Elizabeth Olsen).

## Obsada
- Josh Brolin jako Joe Doucett
- Grey Damon jako młody Joe Doucett
- Elizabeth Olsen jako Marie
- Sharlto Copley jako Adrian Pryce / Nieznajomy
- Erik Gersovitz jako młody Adrian Pryce
- Samuel L. Jackson jako Chaney
- Michael Imperioli jako Chucky
- Pom Klementieff jako Haeng-Bok
- James Ransone jako doktor Tom Melby
- Max Casella jako Jake Preston
- Linda Emond jako Edwina Burke
- Elvis Nolasco jako Cortez
- Lance Reddick jako Daniel Newcombe
- Hannah Ware jako Donna Hawthorne
- Richard Portnow jako Bernie Sharkey
- Hannah Simone jako Stephanie Lee
- Caitlin Dulany jako Emma Pryce

i inni